# Kiss & Tell (album, Selena Gomez & the Scene)
Kiss & Tell je prvi glasbeni album ameriške glasbene skupine Selena Gomez & the Scene.
Izšel je 29. septembra 2009 pri založbi Hollywood Records.
Selena Gomez je med pisanjem sodelovala z mnogimi tekstopsici in producenti, vključno z Gino Schock iz banda Go-Go's.
Album je pristal na devetem mestu lestvice Billboard 200, saj so že v prvem tednu od izida prodali več kot 66 000 izvodov, kasneje pa je dosegel še dvaindvajseto mesto na lestvici Canadian Albums Chart.
Z albuma sta izšla dva singla, glavni singl "Falling Down", ki se je uvrstil na lestvico Billboard Hot 100, in drugi "Naturally".
Marca 2010 je album prejel zlato certifikacijo s strani organizacije RIAA.
Do junija 2010 so prodal 600 000 izvodov albuma.

## Pisanje in izdaja
Selena Gomez je začetek albuma prvič v javnosti potrdila julija 2007 v intervjuju z Jocelyn Vena za MTV News, kjer je povedala: "Mislim, da bom v bandu - ki ne bo vključeval stvari iz stila 'Selena Gomez'. Ne bom bila več solo ustvarjalec. Mislim, da ne želim, da bi moje ime prevečkrat prihajalo v javnost." Po dveh letih snemanja je Selena Gomez povedala, kakšno bo ime albuma. Razložila je:
"Svoj band sem poimenovala 'the Scene', ker se veliko ljudi norčuje iz mene, saj me kličejo 'wannabe scene', zato sem se tudi sama želela nekoliko ponorčevati iz njih."
Selena Gomez je za album ponovno posnela tudi svoj uspešnejši prvi glasbeni singl, "Tell Me Something I Don't Know", originalno verzijo singla pa je posnela, ko je bila stara približno petnajst let. Sama se je označila za "veliko, veliko oboževalko" Fefe Dobson, zato se je odločila, da bo posnela svojo verzijo singla "As a Blonde", ki ga Dobsonova ni mogla izdati za album Sunday Love. Ted Bruner, Trey Vittetoe in Gina Schock iz banda the Go-Go's, so napisali besedilo in glasbo za glavni singl z albuma. Selena Gomez je tudi sama napisala eno pesem z albuma, naslovljeno "I Won't Apologize".

## Sestava albuma
Na album so glasbeno vplivali glasbeniki, kot so Demi Lovato, Lady Gaga in Avril Lavigne. Selena Gomez je dejala, da bo bil album pop rock in dance-pop zvrsti. Dodala je, da bo glasba na albumu "zabavna in energetična." "Še vedno sem nova na tem področju in še vedno ugotavljam, na kakšno glasbeno zvrst bi se rada uvrstila. Ampak mislim, da je to dober začetek ... upam." Pesmi, kot je "Falling Down", so v pop zvrsti, ki ima velik poudarek na bobnih in električnih kitarah. Selena Gomez je omenila tudi, da tudi sama igra nekaj inštrumentov na pesmih v albumu, rekoč:
"Želela sem ustvariti glasbo, ki je zabavna, ob kateri se lahko starši in otroci skupaj zabavajo. Naučila se bom, kako peti in učim se, kako igrati na bobne in električno kitaro."
Kljub naslovu albuma v besedilih pesmi ni napisano nič o njihovem osebnem življenju. Z nasmehom je Selena Gomez dejala: "Ne, zato sem napisala samo eno pesem z albuma."  Selena Gomez v nekem intervjuju o pesmi "Falling Down" povedala: "[...] pesem govori v glavnem o Hollywoodu in o tem, kaj ljudje mislijo o njem. Je zabavna in mislim, da si lahko običajna dekleta vsaj nekoliko predstavljajo, kako je v Hollywoodu in podobno." V pesmi "As a Blonde," originalno od Fefe Dobson, Selena Gomez poje o poskušanju različnih stvari in spreminjanju njene osebnosti.

## Kritike in pohvale
Bill Lamb iz revije About.com je napisal: "Kiss and Tell ni vrhunski izdelek, vendar je velik začetek. Je sklop veliko dobrih pesmi, Selena Gomez pa je še zelo mlada, stara komaj sedemnajst let, vendar je že ustvarjalec, ki se ga splača ogledati. Tudi tempo pesmi v albumu je vitalen. Kakorkoli že, Selena Gomez je izkazala, da lahko poje tudi rock glasbo in hkrati posname nekaj bolj tihih balad. Selena Gomez kaže zrelost in ima vidik za prihodnost."
Tim Sendra iz revije Allmusic je napisal: "Zahvalijo se lahko dejstvu, da je članica tekstopiscev tudi nekdanja članica banda Go-Go, Gina Schock, ki je pesmi z albuma Kiss & Tell napisala tako, da ravno niso preveč drzne. Po vsej verjetnosti je za prihodnost Selene Gomez najboljša ideja, da bi še vedno snemala albume, kot je Kiss & Tell, obdrži pa naj tudi enake producente in tekstopisce ter vzdržuje enak odnos, kot do zdaj. To bi moralo najstnike še naprej osrečevati, na oboževalce pa bo naredilo še večji vtis."
Mikael Wood iz revije Billboard je napisal: "Glede na to, kako blizu so ponovna snemanja albumov, v stilu Cyrus in Demi Lovato, oboževalci Selene Gomez pa si delijo pričakovanja: Ni vedno lahko povedati, kako se je lahko spremenila iz zvezdnice televizijske serije Čarovniki s trga Waverly do Disneyjeve pevke. To ne pomeni, da Kiss & Tell ne poda electro-rock zvrsti ... Ampak če se Selena Gomez želi povzpeti višje, kot dosedaj, mora njena glasba vsebovati več nje same."
Rober Copsey iz Digital Spy je napisal: "Kar jo loči od navadnih izvajalcev je to, da ima svojo lastno glasbeno skupino, v katero so vključeni Ethan Roberts na kitari, Joey Clement na basu in Greg German na bobnih. Njihova prisotnost na albumu pa je nekoliko skrivnostna - pravzaprav so iz dela popolnoma izključeni - in dejansko se ne pojavijo na naslovnici albuma. Kljub temu ima sedemnajstletna Gomezova dovolj čisto strukturo akordov, da dobi nekaj oboževalcev in zaradi njenega glasu bi jo lahko označili za 'ustvarjalca v obdelavi'."
Michael Slezak z revije Entertainment Weekly je objavil: "Pevka dejansko nima ustreznega glasu. Na Kiss & Tell nobena še tako uspešna proizvodnja na svetu ne more izbrisati priglasa 'Mama! Kje je moj dodatni denar?!', zmotila pa se je tudi pri uporabi glasbenih elementov, kakršne uporablja Avril."

## Pesmi
Album Kiss & Tell oziroma njegove pesmi so pop-rock, electro-rock in dance stila, z vplivom synth popa zvrsti.
"Kiss & Tell" je prva pesem z albuma, ki govori o domnevnem prijatelju, ki izda svojo skrivnost.
Pesem je v electro-rock stilu, s punkovskim poudarkom na kitarah. Pesem "I Won't Apologize" je energetična synth-rock pesem, ki jo je napisala tudi Selena Gomez.
Govori o spreminjaju osebnosti, da se prilega odobritvi nekoga drugega.
Pesem "Falling Down" je prvi singl z albuma, ki ima, poleg pesmi “Kiss & Tell”, edina nekoliko agresiven, skorajda napadalen stil.
"[...] pesem govori v glavnem o Hollywoodu in o tem, kaj ljudje mislijo o njem. Je zabavna in mislim, da si lahko običajna dekleta vsaj nekoliko predstavljajo, kako je v Hollywoodu in podobno," je povedala Selena Gomez.
Pesem “I Promise You” je pop-rock pesem z vplivom synth-pop zvrsti.
Pesem "Crush" je rock pesem, ki je precej podobna stilu kanadske pop-punk pevke in tekstopiske Avril Lavigne.
"Naturally" je electropop pesem, ki ima sočen in nepozaben vpliv vokala.
"The Way I Loved You" je balada na albumu. Pesem “More” je electro-rock dance pesem. Pesem "As a Blonde" je synth pop-punk verzija istoimenske pesmi kanadske pop-rock pevke in tekstopiske Fefe Dobson. “I Don’t Miss You At All” je electropop pesem z vplivom techno zvrsti, ki je podobna pesmi "Untouched" in "This Is How It Feels" avstralskega dueta The Veronicas. “Stop and Erase” je electro-rock. Pesem "I Got U" je pop-rock pesem, ki je sodeč po oceni Billa Lamba iz revije About.com "mešanica sladkobnosti in intenzivnosti, kar je značilno za Seleno Gomez." "Tell Me Something I Don't Know" je originalno soundtrack za film Še ena Pepelkina zgodba, vendar jo je Selena Gomez še enkrat posnela za album.

## Promocija
Radio Disney je nekaj pesmi na radiu prvič predvajal med ponedeljkom, 21. septembra in petka 25. septembra in sicer pesmi: "Kiss and Tell," "Naturally," "Crush," "I Promise You" in "More." 26. septembra je radio premierno predvajal vse pesmi v albumu. 29. septembra je band Selena Gomez & the Scene nastopal v živo na televizijska seriji Dancing with the Stars. Selena Gomez in njena glasbena skupina bo nastopila na turneji House of Blues 2010 Tour.
V živo so nastopili tudi na mnogih drugih oddajah. S pesmijo "Naturally" so nastopili na oddaji The Ellen DeGeneres Show, in z obema singloma, "Falling Down" in "Naturally" na prireditvi Teletón v Mehiki iz leta 2009. V februarju so poleg Justina Biebra nastopili tudi na prireditvi PopCon.

## Singli
- "Falling Down", glavni singl z albuma je izšel na radiu Radio Disney 21. avgusta 2009 in 25. avgusta v določenih državah.[27] Videospot je premiero doživel na Disney Channelu 28. avgusta leta 2009.[27] Kritiki so pesmi dodelili v glavnem same pohvale in potrdili, da Selena Gomez še vedno lahko dokaže, da ima talent in energijo, kot vsi drugi ustvarjalci, ki so prišli na Disney pred njo.[13] "Falling Down" je pristal na dvainosemdesetem[28] mestu lestvice U.S. Billboard Hot 100, devetinšestdesetem mestu lestvice Canadian Hot 100[28] in petnajstem mestu lestvice Billboard Japan Hot 100[29].
- "Naturally" je drugi singl v albumu. Videospot za pesem se je prvič predvajal 11. decembra 2009[30] na kanalu Disney Channel.[31] Singl je pristal na devetintridesetem mestu lestvice Billboard Hot 100[32] in kasneje na devetindvajsetem.[33] Na lestvici Canadian Hot 100 je dosegel osemnajsto mesto.[33] "Naturally" je pristal na šestinštiridesetem mestu lestvice Australian Singles Chart in tako postal prva pesem, ki se je pojavila na tej lestvici.[34] Pesem se je pojavila tudi na dvajsetem mestu lestvice New Zealand Singles Chart[35] in tako postala njihova prva pesem, ki se je na tej lestvici uvrstila med prvih dvajset.

## Seznam pesmi
| Št.             | Naslov                                          | Pisec                                                        | Producent(i)     | Dolžina |
| --------------- | ----------------------------------------------- | ------------------------------------------------------------ | ---------------- | ------- |
| 1.              | „Kiss & Tell‟                                   | Ted Bruner, Trey Vittetoe, Gina Schock                       | Bruner, Vittetoe | 3:17    |
| 2.              | „I Won't Apologize‟                             | Selena Gomez, John Randall Fields, William James McAuley III | Fields           | 3:06    |
| 3.              | „Falling Down‟                                  | Bruner, Vittetoe, Schock                                     | Bruner, Vittetoe | 3:05    |
| 4.              | „I Promise You‟                                 | Isaac Hasson, Lindy Robbins, Mher Filian                     | SuperSpy         | 3:20    |
| 5.              | „Crush‟                                         | Bruner, Vittetoe, Schock                                     | Bruner, Vittetoe | 3:19    |
| 6.              | „Naturally‟                                     | Antonina Armato, Tim James, Devrim Karaoglu                  | Armato, James    | 3:22    |
| 7.              | „The Way I Loved You‟                           | Shelly Peiken, Rob Wells                                     | Wells            | 3:33    |
| 8.              | „More‟                                          | Hasson, Robbins, Filian                                      | SuperSpy         | 3:30    |
| 9.              | „As a Blonde‟                                   | Fefe Dobson, Greg Wells, Peiken                              | Wells            | 2:47    |
| 10.             | „I Don't Miss You at All‟                       | Robbins, Toby Gad                                            | Gad              | 3:40    |
| 11.             | „Stop & Erase‟                                  | Bruner, Vittetoe, Schock                                     | Bruner, Vittetoe | 2:52    |
| 12.             | „I Got U‟                                       | Matthew Wilder, Tamara Dunn                                  | Wilder           | 3:34    |
| 13.             | „Tell Me Something I Don't Know‟ (nova verzija) | Armato, Ralph Curchwell, Michael Nielsen                     | Armato, James    | 2:55    |
| Skupna dolžina: | Skupna dolžina:                                 | Skupna dolžina:                                              | Skupna dolžina:  | 42:20   |

| Japonska verzija (vključuje tudi DVD) | Japonska verzija (vključuje tudi DVD) | Japonska verzija (vključuje tudi DVD) | Japonska verzija (vključuje tudi DVD) | Japonska verzija (vključuje tudi DVD) |
| Št.                                   | Naslov                                | Pisec                                 | Producent(i)                          | Dolžina                               |
| ------------------------------------- | ------------------------------------- | ------------------------------------- | ------------------------------------- | ------------------------------------- |
| 14.                                   | „Falling Down‟ (remiks)               | Bruner, Vittetoe, Schock              | Bruner, Vittetoe                      | 7:17                                  |
| Skupna dolžina:                       | Skupna dolžina:                       | Skupna dolžina:                       | Skupna dolžina:                       | 49:37                                 |

| Evropska verzija | Evropska verzija | Evropska verzija        | Evropska verzija | Evropska verzija |
| Št.              | Naslov           | Pisec                   | Producent(i)     | Dolžina          |
| ---------------- | ---------------- | ----------------------- | ---------------- | ---------------- |
| 14.              | „Naturally"‟     | Armato, James, Karaoglu | Armato, James    | 4:02             |
| Skupna dolžina:  | Skupna dolžina:  | Skupna dolžina:         | Skupna dolžina:  | 46:22            |

| Mehiška verzija | Mehiška verzija               | Mehiška verzija         | Mehiška verzija | Mehiška verzija |
| Št.             | Naslov                        | Pisec                   | Producent(i)    | Dolžina         |
| --------------- | ----------------------------- | ----------------------- | --------------- | --------------- |
| 14.             | „Naturally‟ (španska verzija) | Armato, James, Karaoglu | Armato, James   | 3:22            |
| Skupna dolžina: | Skupna dolžina:               | Skupna dolžina:         | Skupna dolžina: | 45:42           |

### Ostale opombe
"As a Blonde" je verzija pesmi Fefe Dobson z albuma Sunday Love.

#### Trženje
Izdali so CD in DVD verzijo albuma.

#### DVD-ji
Čez 20 minut dolg DVD vsebuje:
1. Ustvarjanje albuma Kiss & Tell
2. Videospot za pesem "Falling Down"
3. Galerija fotografij

#### Ostale pesmi
1. Headfirst 2:40

## Ostali ustvarjalci
- Vokal - Selena Gomez
- Stranski vokali - Selena Gomez, Lindy Robbins, Gina Schock, Fefe Dobson, Char Licera
- Kitara - John Fields, Greg Johnston, Jimmy Messer, Tim Pierce, Isaac Hasson
- Bas kitara - John Fields, Sean Hurley, Isaac Hasson
- Klaviature - John Fields, Isaac Hasson, Mher Filian
- Bobni - John Fields, Dorian Crozier, Josh Freese
- Tolkala - Mher Filian

### Produkcija
- Producent - John Fields, Matthew Wilder, Rob Wells, Toby Gad, Trey Vittetoe, Devrim Karaoglu, Antonina Armato
- Inženir - John Fields, Matthew Wilder, Rob Wells, Trey Vittetoe, Chris Anderson, Adam Comstock, Steve Hammons, Luke Tozour
- Mešanje - John Fields, Matthew Wilder, Toby Gad, Chris Anderson, Clif Norrell, Paul Palmer, Paul David Hager
- Programiranje - John Fields, Rob Wells, Toby Gad
- Inštrumentalnost - Matthew Wilder, Rob Wells, Toby Gad, Trey Vittetoe
- Producent vokalov - Rob Wells, Shelly Peiken
- Inženir bobnov - Ghian Wright
- Aranžer - Toby Gad
- Asistent inženirja - Dorian Crozier
- Obvladovanje - Robert Vosgien
- A&R - Cindy Warden, Jon Lind
- Vodja kreacij - David Snow
- Oblikovanje - Nick Steinhardt
- Vodja oblikovanja - Jeri Heiden

## Dosežki
Album je pristal na devetem mestu lestvice Billboard 200, saj so že v prvem tednu od izida prodali več kot 66 000 izvodov.
V drugem tednu od izida je album pristal na petindvajsetem mestu, saj so prodali še 25 000 izvodov.
Na lestvici je glasbeni album ostal še nekaj časa.
Ob koncu leta 2009 je album na lestvici pristal na stosedeminosemdesetem mestu.
Album se ni uvrstil na lestvico ARIA Charts, vendar je pristal na četrtem mestu lestvice Australian Hitseekers Albums.
Album Kiss & Tell se je uvrstil na dvanajsto mesto lestvice UK Albums Chart, saj so v Veliki Britaniji v prvem tednu od prodajanja prodali kar 11 000 izvodov.

## Dosežki na lestvicah in certifikacije

### Dosežki na lestvicah
| Lestvica (2009/2010)            | Dosežek |
| ------------------------------- | ------- |
| Argentinian Albums Chart        | 10      |
| Austrian Albums Chart           | 4       |
| Belgium Albums Chart(Flandrija) | 22      |
| Belgium Albums Chart(Valonija)  | 39      |
| Canadian Albums Chart           | 22      |
| Dutch Albums Chart              | 87      |
| European Top 100 Albums         | 13      |
| French Albums Chart             | 24      |
| German Albums Charts            | 19      |
| Greek Albums Charts             | 2       |
| Irish Albums Chart              | 14      |
| Italian Albums Chart            | 33      |
| Japan Billboard Top 100 Albums  | 66      |
| Mexican Albums Chart            | 20      |
| New Zealand Albums Chart        | 21      |
| Norwegian Albums Chart          | 38      |
| Poland Albums Chart             | 4       |
| South African Albums Chart      | 6       |
| Spanish Albums Chart            | 2       |
| Swiss Albums Chart              | 36      |
| UK Albums Chart                 | 12      |
| U.S. Billboard 200              | 9       |

### Certifikacije
| Država                  | Certifikacija |
| ----------------------- | ------------- |
| Združene države Amerike | Zlata         |

## Zgodovina izidov
| Regija                  | Datum              | Založba                                      | Format        | Katalog                 |
| ----------------------- | ------------------ | -------------------------------------------- | ------------- | ----------------------- |
| Kanada                  | 29. september 2009 | Hollywood Records                            | CD, digitalno | D000283102              |
| Združene države Amerike | 29. september 2009 | Hollywood Records                            | CD, digitalno | D000283102              |
| Avstralija              | 19. oktober 2009   | Hollywood Records/Universal Music            | CD, digitalno | 8713096                 |
| Nova Zelandija          | 19. oktober 2009   | Hollywood Records/Universal Music            | CD            | 8713096                 |
| Mehika                  | 3. november 2009   | Hollywood Records/Universal Music            | CD            |                         |
| Argentina               | 6. november 2009   | Hollywood Records/Universal Music            | CD            |                         |
| Brazilija               | 25. november 2009  | Hollywood Records/Universal Music            | CD            | 2853957                 |
| Japonska                | 24. februar 2010   | Hollywood Records/Avex International Records | CD/CD+DVD     | AVCW13120 / AVCW13119/B |
| Portugalska             | 29. marec 2010     | Hollywood Records                            | CD, digitalno |                         |
| Velika Britanija        | 19. april 2010     | Fascination Records                          | CD, digitalno |                         |
| Tajska                  | 30. april 2010     | Universal Music Thailand                     | CD, digitalno |                         |
| Francija                | 3. maj 2010        | Universal Music France                       |               |                         |